# 충일중학교
충일중학교(忠一中學校)는 대한민국 충청북도 충주시 안림동에 위치한 공립 중학교이다.

## 학교 연혁
- 1951년 9월 20일 : 충일중학교 개교(9학급)
- 1951년 9월 20일 : 초대 박성범 교장 취임
- 1964년 4월 1일 : 현 교사(校舍)로 이동
- 1985년 12월 30일 : 특수학급 1학급 인가(28학급)
- 1992년 1월 30일 : 본관 개축 3층 9실 준공
- 2006년 5월 10일 : 강당(여명관) 준공
- 2014년 1월 24일 : 급식소 완공(721m2 342석)
- 2019년 2월 25일 : 후관 리모델링 준공
- 2023년 9월 1일 : 제29대 전혜령 교장 부임
- 2024년 12월 20일 : 제74회 169명 졸업(누계 23,748명)

## 참고 자료
- 충일중학교 - 한국교육학술정보원 학교알리미